# مايكل بيتمان
مايكل بيتمان (بالإنجليزية: Michael Pittman)‏ هو لاعب كرة قدم أمريكية أمريكي، ولد في 14 أغسطس 1975 في نيو أورلينز في الولايات المتحدة.

## وصلات خارجية
- مايكل بيتمان على موقع مرجع كرة القدم المحترفة.كوم (الإنجليزية)
- مايكل بيتمان على موقع JustSportsStats.com (الإنجليزية)